# Gieduty
Gieduty (deutsch Gedauten) ist ein Dorf in der polnischen Woiwodschaft Ermland-Masuren. Es gehört zur Stadt-und-Landgemeinde Orneta (Wormditt) im Powiat Lidzbarski (Kreis Heilsberg).

## Geographische Lage
Gieduty liegt im Nordwesten der Woiwodschaft Ermland-Masuren, 24 Kilometer südöstlich der früheren Kreisstadt Braunsberg (polnisch Braniewo) bzw. 37 Kilometer nordwestlich der jetzigen Kreismetropole Lidzbark Warmiński (Heilsberg).

## Geschichte
Das kleine Dorf Gedauten bestand aus ein paar großen und kleinen Höfen. Im Jahre 1874 wurde die Landgemeinde in den neu errichteten Amtsbezirk Langwalde (polnisch Długobór) im ostpreußischen Kreis Braunsberg, Regierungsbezirk Königsberg, aufgenommen. 68  Einwohner zählte Gedauten im Jahre 1910.
Am 17. Oktober 1928 schloss sich die Landgemeinde Gedauten mit den Nachbarorten Klein Körpen (polnisch Kierpajny Małe) und Scharfenstein (Ostry Kamień) zur neuen Landgemeinde Gedauten zusammen.
Als 1945 in Kriegsfolge das gesamte südliche Ostpreußen zu Polen kam, erhielt Gedauten die polnische Namensform „Gieduty“. Das Dorf ist heute eine Ortschaft innerhalb der Gmina Orneta (Stadt- und Landgemeinde Wormditt) im Powiat Lidzbarski (Kreis Heilsberg), von 1975 bis 1998 der Woiwodschaft Elbląg, seither der Woiwodschaft Ermland-Masuren zugehörig. Im Jahre 2021 zählte Gieduty neun Einwohner.

## Religion
Gieduty gehört heute wie Gedauten vor 1945 zur römisch-katholischen Kirche in Długobór (Langwalde) im Erzbistum Ermland. Bis 1945 war es außerdem in die evangelische Pfarrkirche Mehlsack in der Kirchenprovinz Ostpreußen der Kirche der Altpreußischen Union eingegliedert, während Giedduty heute der Diözese Masuren der Evangelisch-Augsburgischen Kirche in Polen zugeordnet ist.

## Verkehr
Gieduty liegt an einer Nebenstraße, die von Bornity (Bornitt) bis nach Stygajny (Stigehnen) verläuft. Eine Anbindung an den Bahnverkehr besteht nicht.